# Валльхаузен (Хельме)
Валльхаузен (нем. Wallhausen) — община в Германии, в земле Саксония-Анхальт.
Входит в состав района Зангерхаузен. Подчиняется управлению Фервальтунгсгемайншафт Гольдене Ауэ (Заксен-Анхальт). Население составляет 2643 человека (на 31 декабря 2010 года). Занимает площадь 22,62 км².
Коммуна подразделяется на 2 сельских округа.